# 夢の超特急 (小説)
『夢の超特急』（ゆめのちょうとっきゅう）は、1963年に発表された梶山季之の社会派サスペンス小説。梶山にとっては『黒の試走車』に続く書き下ろし小説で、当時建設中だった東海道新幹線の用地取得にまつわる疑惑をモチーフとした作品である。本作をベースに1964年に公開された映画『黒の超特急』（くろのちょうとっきゅう）についても説明する。

## あらすじ
1959年秋、横浜市港北区の菊名駅前で小さな不動産業を営む佐渡亮次の元に、中江雄吉という男が訪れ、フォード系の自動車工場の建設用地として周辺の農地を細長い形で買収する手伝いをしてほしいと持ちかける。佐渡はその誘いに応じて地主を説き伏せ、翌1960年1月に買収が成立して中江からは多額の手数料が支払われた。
1962年5月、月刊誌『春夏秋冬』の専属ライターである桔梗敬一は、編集部に届いた「年末年始に八丈島に旅行した娘が消息を絶った。自殺するとは思えないので調べてほしい」という手紙に基づき、その女性・田丸陽子について調査を始める。依頼主である母親との面会や八丈島での現地調査をしても手がかりはつかめなかった。一方、警視庁捜査二課の部長刑事・多山和雄は、「東海道特急ライン」建設に関わる汚職容疑で取り調べた「新幹線公団」の課長補佐が罪を自供する際、「新神奈川駅」や「新淀川駅」の用地取得を巡って「中江」という男の絡むもっと大きな汚職があると話したことをきっかけに、その捜査を担当する。
桔梗は田丸陽子の勤務先だった「新幹線公団」を調べた。ところが陽子は3年前に退職していた。一方、彼女の自宅には最近の公団の給与明細があった。明細を借りた桔梗は、それが現在の様式とは異なるものだと知る。さらに陽子の友人などからの聞き取りで、陽子が三鷹市下連雀の自宅から毎日乃木坂にあるマンションに通い、男性と連れ立っていたりしていたことが判明する。その男性は「新幹線公団」総理事の財津政義で、財津は憲民党幹事長・工藤陸郎の娘婿だった。
多山は「新淀川駅」「新神奈川駅」の土地買収に中江が経営に関与する企業が絡み、中江の買収額よりも高値で公団に売りつけていることを確認する。この会社は資本金も小さく赤字経営であるにもかかわらず、巨額の買収資金を用意していた。黒幕がいることは明白だった。「新神奈川駅」予定地の土地買収名義人と中江の企業の出資者にいずれも「田丸陽子」という若い女性がいることが分かり、多山は陽子の身元を洗う。彼女が「新幹線公団」に勤務して総理事の元秘書で愛人だったと判明し、捜査二課は工藤を黒幕とにらむが、「特急ライン」予定地情報の漏洩を裏付けられなければ立件できない。多山は内情を知るとみた陽子が消息を絶った八丈島に向かい桔梗敬一と遭遇、両者は自分たちの不利にならないよう注意しながら情報交換する。そこで桔梗は初めて中江の存在を知った。八丈島で熱帯植物の栽培をしているという中江に桔梗は面会し、田丸陽子について尋ねるが知らないと返答される。一方多山は陽子についての情報を得られないまま島を後にした。
捜査二課は、乃木坂のマンション転売不備に関する容疑で中江を逮捕した。しかし証拠不十分で釈放となる。多山は再び八丈島に向かった。桔梗敬一もそれを知って後を追う。再度の捜索にも成果が上がらない多山に、桔梗は、陽子に続いて行方不明になり白骨死体で発見された男の遺品から、陽子が持っていたカメラが見つかったと告げる。男は炭焼き業を営み、その炭窯は取り壊されて中江の会社が土地を買い取っていた。二人は炭窯の跡地の土壌から、人の歯や人骨の破片を発見する。陽子を殺害した容疑で中江を逮捕できる、と意気込む多山が羽田空港に戻ると、同僚や上司が待っていた。そこで多山は、中江がちょうど飛行機でブラジルに向かって出国したと聞かされる。収賄の時効（三年）を考えると中江は海外にいる間にそれを超えると上司に諭された多山は、居合わせた桔梗に、田丸陽子のことを雑誌に書いてくれるよう頼むのだった。

## 登場人物
桔梗敬一
主人公。月刊誌『春夏秋冬』専属のルポライター。
多山和雄
もう一人の主人公。警視庁捜査二課二係の部長刑事。階級は巡査部長。父が殺されたため、国立大学を中退して警察入りし、淀橋警察署時代に税務署汚職を摘発して警視総監表彰を受ける。巡査から7年で本庁捜査二課勤務となり、2年前に巡査部長に昇進。37歳。
佐渡亮次
菊名駅前で不動産業を営む男性。冒頭の章にのみ登場。
中江雄吉
四国「B県」の出身で、高松商業学校を中退して19歳で国鉄入りし、宮原電車区の運転士から厚生課職員を経て1947年に退職後、水産関係次いで不動産のブローカーになる。佐渡に対しては工藤陸郎の秘書をしていたと話している。1918年生まれで1962年時点で44歳。容姿は「オールバック」の「ちぢれ髪」で「色の浅黒い」と表現されている。「東亜開発」という会社を興し、事実上の経営者。言葉は関西弁を話す。
田丸志乃
田丸陽子の母。夫は日英混血で、死に別れてからは娘の陽子と三鷹市下連雀の都営住宅で暮らしていた。二度目に桔梗が訪れたときには「夢に出た陽子が言った」という理由でこれ以上の調査をやめるように話した。
田丸陽子
短期大学を1955年に卒業後、「新幹線公団」に就職して秘書室に勤務していたが、1959年6月に退職した。「リズ・テイラー」に例えられる日本人離れした容貌だった。作中で生きた姿は、佐渡と中江が面会する場面にそれらしい人物として一度出てくるだけである。
及川博二
月刊総合誌『春夏秋冬』の編集長。
井上道太郎
多山の直属の上司で警部補。
海原弘
「新幹線公団」の課長補佐で52歳。地質調査に絡む汚職容疑で取り調べを受け、中江雄吉の関わる事件を話す。
財津政義
「新幹線公団」総理事。妻は工藤陸郎の娘だが、結核により10年以上病臥している。作中には名前のみの登場。
工藤陸郎
「憲民党」の幹事長。「昭電疑獄、造船疑獄、埼玉鉄道疑獄」などの「戦後の大きな疑獄事件には、かならずと云ってよいくらい顔を出している人物」と記されている。作中には名前のみの登場。
佐々竜雄
新聞「東京日報」の警視庁二課担当記者。途中から桔梗とともに事件を追う。

## 内容について
梶山は自選作品集の「あとがき」で、現実の新幹線用地買収疑惑が確証不足で警察・検察・マスコミのどれも取り上げないことに憤慨して独自に追求し、「小説」という形で訴えてみたが、「読者の方々の多くは、あくまで小説だ、架空の事件だとして、読み捨てられたようです」と嘆いた。そして、その「失望とショック」から「エンターテーメントな小説を書く、戯作者としての道を歩んでいくことにな」ったと述べ、「その意味では、思い出と、痛恨の深い作品」と記している。
作中では陽子の職業について「BG」（「ビジネスガール」の略）という当時の用語が使用されている（「BG」がOLに変わった経緯並びに年代はOLの記事を参照）。
「新神奈川駅」は横浜市港北区篠原付近、「新淀川駅」は大阪市東淀川区に所在する設定で、これはそれぞれ実在の新横浜駅・新大阪駅と同じである。
「新幹線公団」は架空の組織で、現実の東海道新幹線は国鉄自身（建設当時の部局は「新幹線総局」）が建設を担当している。

## 書誌情報
- 『夢の超特急』光文社、1963年
- 『梶山季之自選作品集7 夢の超特急/囮 他』集英社、1972年
- 『夢の超特急』角川書店〈角川文庫〉、1975年

## 映画（黒の超特急）
大映により『黒の超特急』のタイトルで映画化され、1964年10月31日に公開された。同じ梶山原作・増村保造監督・田宮二郎主演の『黒の試走車』で始まった黒シリーズの最終作。上映時間95分、モノクロ。
公開時点では東海道新幹線は開業済で、すでに話題の出ていた山陽新幹線（作中では「第二新幹線」と呼称）に対象を変更している。本作では山陽本線庭瀬駅前から話が始まる。
ストーリーも大幅に改編されており、主人公の桔梗敬一は原作の佐渡亮次と桔梗敬一を合わせたような人物（庭瀬駅前で不動産業を営む）で、中江を介して売却した土地が高値で「新幹線公団」に転売されているのを知り、疑問を感じて中江を疑惑でゆするという役回りになっている。原作にある雑誌社や警察は登場せず、疑惑を桔梗が一人で調査する。原作では消息がキーとなる田丸陽子が生きたヒロインとして設定され、桔梗に口説かれて疑惑解明の手助けをする、という筋書きにされている（八丈島の下りは使用されていない）。陽子は中江に殺されるが、桔梗の通報により中江が捕まるという結末である。
作中には東海道新幹線電車が走る様子が映るが、乗客の姿が見えないことから開業前の試運転段階で撮影されたとみられる。桔梗が土地を売った地主を集めて上京する場面で乗る新幹線については、座席が4列であることからこだま形電車を模したセットではないかとの指摘がある。

### スタッフ
- 監督：増村保造
- 脚色：増村保造、白坂依志夫
- 原作：梶山季之
- 企画：藤井浩明
- 撮影：中川芳久
- 美術：下河原友雄
- 音楽：山内正
- 録音：飛田喜美雄
- 照明：渡辺長治
- スチル：大葉博一

### キャスト
- 桔梗敬一：田宮二郎
- 田丸陽子：藤由紀子
- 中江雄吉：加東大介
- 財津政義：船越英二
- 工藤：石黒達也
- 長沼博子：町田博子
- 財津の夫人：穂高のり子
- 証券会社の社員：中条静夫